# 호세 캉테
호세 캉테 마르티네스(스페인어: José Kanté Martínez, 1990년 9월 27일 ~ )는 기니의 전 축구 선수로, 포지션은 공격수였다.
그는 스페인에서 태어나 기니 국가대표팀로 3번의 아프리카 네이션스컵에 참가했다.

## 구단 경력
스페인 카탈루냐 바르셀로나도의 사바델에서 태어난 캉테는 처음에는 자신이 태어난 나라에서 하부 리그나 아마추어 축구를 했을 뿐인데, CE 만레사, UE 루비, AE 프라트 (모두 그의 모국), 그리고 아틀레티코 말라게뇨 소속이었다. 그는 세군다 디비시온 B에서 첫 골을 넣었고, 2012년 11월 11일, 2-1로 이긴 CF 바달로나와의 원정 경기에서 3부 리그 소속으로 뛰었다.
2014년 6월, 캉테는 키프로스 1부 리그의 AEK 라르나카 FC와 계약을 맺고 많은 동료들과 팀을 나눴다. 그 해 8월 31일, 그는 0-2로 패한 아포엘 FC와의 홈 경기에서 후반전에 교체로 들어가 첫 1부 리그 경기를 치렀다.
캉테는 2016년 1월, 폴란드 엑스트라클라사로 이적하여 몇 년간 구르니크 자브제, 비스와 프워츠크와 함께 폴란드에 머물렀다. 2016-17 시즌에 그는 10골을 넣으며 최종 9위로 마무리하는 데 도움을 주었다.
2018년 6월 18일, 캉테는 같은 리그의 레기아 바르샤바로 이적하였다. 그 다음 1월 31일, 그는 세군다 디비시온에서 남은 기간 동안 짐나스틱 데 타라고나로 임대되었다.
캉테는 2021년 2월 23일 상호 동의 하에 레기아 계약을 해지했다. 3월 10일, 그는 2022년 12월까지 카자흐스탄 프리미어리그의 FC 카이라트로 이적했지만, 계약이 만료된 지 4개월 만에 떠났다.
2022년 8월 27일, 캉테는 자유이적으로 창저우 슝스에 입단했다. 9월 24일, 그는 중국 슈퍼리그에서 3번째 출전이자 첫 선발 출전으로, 지난 시즌 승격 이후 상대팀의 17경기 무패 행진을 마감한 선두 우한 싼전을 상대로 팀의 모든 골을 4-3으로 이겼다.
2023년, 캉테는 J1리그 클럽 우라와 레드 다이아몬즈와 계약을 맺었다. 그 해 11월 27일, 모든 대회에서 12번의 득점을 기록한 33세의 캉테는 캠페인의 마지막에 은퇴를 발표했다.

## 국가대표팀 경력
기니 출신인 캉테는 2016년 11월 라페 방구라 감독이 처음 소환했을 때 프랑스어와 현지 방언을 하지 않았음에도 불구하고 해당 국가를 대표하기로 선택했다. 그는 13일 콩고 민주 공화국과의 2018년 FIFA 월드컵 예선 홈 경기에서 25분을 뛰며 첫 출전을 기록했다.
캉테는 2019년, 2021년, 그리고 2023년 아프리카 네이션스컵에 기니 국가대표팀 명단에 포함되었다.